# Martha Grimes
Pour les articles homonymes, voir Grimes.
Œuvres principales
- Le Collier miraculeux

Martha Grimes, née le 2 mai 1931 à Pittsburgh en Pennsylvanie aux États-Unis, est une romancière américaine, célèbre pour ses romans policiers mettant en scène le commissaire Richard Jury de Scotland Yard.

## Biographie
Née le 2 mai 1931 à Pittsburgh, Pennsylvanie, Martha Grimes a obtenu son diplôme de docteur ès lettres à l'université du Maryland. Elle a ensuite suivi des enseignements à l'université d'Iowa (Iowa), à l'université de Frostburg (Maryland) et au Montgomery College (Maryland). Elle a enseigné l'anglais avant que ses romans aient du succès et lui permettent de vivre de son écriture.
Martha Grimes est connue pour ses romans policiers mettant en scène le commissaire Richard Jury (né en 1940), commissaire de Scotland Yard, et son ami Melrose Plant, un aristocrate britannique qui a abandonné ses titres. Les principaux lieux des romans sont les États-Unis ainsi que l'Angleterre, et notamment Londres.
En 1983, son roman Le Collier miraculeux (The Anodyne Necklace) a remporté le prix Nero, prix du roman policier décerné par les admirateurs de la série des Nero Wolfe membres de la Nero Wolfe Society.
En 2025, après une longue absence, elle publie aux Etats-Unis The Red Queen, 26ème enquête du commissaire Jury.

## Œuvres

### SérieRichard Jury
1. Le Mauvais Sujet, Le Masque, 1982 ((en) The Man With a Load of Mischief, 1981)Paru également sous le titre Un si paisible village
2. L’Énigme de Rackmoor ((en) The Old Fox Deceiv'd, 1982)
3. Le Collier miraculeux ((en) The Anodyne Necklace, 1983)Prix Nero 1983
4. Le Vilain Petit Canard ((en) The Dirty Duck, 1984)
5. L’Auberge de Jérusalem ((en) The Jerusalem Inn, 1984)
6. La Nuit des chasseurs ((en) Deer Leap, 1985)( Aussi publié sous le titre Mystère au saut du cerf) par les éditions Quebecor
7. Le Fantôme de la lande ((en) Help the Poor Struggler, 1985)
8. Le Crime de Mayfair ((en) I Am the Only Running Footman, 1986)
9. Les Cloches de Whitechapel ((en) The Five Bells and Bladebone, 1987)
10. Meurtre sur la lande ((en) The Old Silent, 1989)
11. Le Mystère de Tarn House ((en) The Old Contemptibles, 1991)
12. Les Mots qui tuent ((en) The Horse You Came In On, 1993)
13. L’Affaire de Salisbury ((en) Rainbow's End, 1995)
14. Une haine aveugle ((en) The Case Has Altered, 1997)
15. L’Énigme du parc ((en) The Stargazey, 1998)
16. L’Inconnue de la crique ((en) The Lamorna Wink, 1999)
17. Le Jeu de la vérité ((en) The Blue Last, 2001)
18. Disparition ((en) The Grave Maurice, 2002)
19. Le Sang des innocents ((en) The Winds of Change, 2004)
20. Le Paradoxe du menteur ((en) The Old Wine Shades, 2006)
21. La Maison du Maître ((en) Dust, 2007)
22. Ce que savait le chat ((en) The Black Cat, 2010)
23. Vertigo 42 ((en) Vertigo 42, 2016)
24. Faites vos jeux ((en) The knowledge, 2018)
25. Les trois font la paire ((en) The Old Success, 2019)
26. Titre français inconnu ((en) The Red Queen, 2025)

### SérieEmma Graham
Cette série reprend des personnages du roman La Jetée sous la lune ((en) The End of the Pier, 1992)
- Le Meurtre du lac, Presses de la Cité ((en) Hotel Paradise, 1996)
- Le Crime de Ben Queen, Presses de la Cité ((en) Cold Flat Junction, 2001)
- Les Fantômes du palace, Presses de la Cité ((en) Belle Ruin, 2008)
- Le Mystère de la chambre 51, Presses de la Cité ((en) Fadeaway Girl, 2011)

### SérieAndi Oliver
- Nocturne ((en) Biting the Moon, 1999)
- (en) Dakota, 2008

### Romans indépendants
- Un père disparu ((en) A Father Disappeared, 1991)
- La Jetée sous la lune ((en) The End of the Pier, 1992)
- Un monde impitoyable, Presses de la Cité ((en) Foul Matter, 2003)
- Un gros poisson, Presses de la Cité ((en) The Way of All Fish, 2015)

### Autres ouvrages
- (en) Send Bygraves, 1989, recueil de poésies
- (en) The Train Now Departing, 2000Contient les deux nouvelles The Train Now Departing et When the Mousetrap Closes